# Ralph F. Hirschmann Award in Peptide Chemistry
Der Ralph F. Hirschmann Award in Peptide Chemistry ist ein zu Ehren von Ralph Franz Hirschmann vergebener Wissenschaftspreis auf dem Gebiet der Chemie der Peptide. Der Preis wird seit 1990 jährlich von der American Chemical Society für herausragende Beiträge zur Chemie, Biochemie oder Biophysik der Peptide vergeben. Er wird von der Forschungsabteilung von Merck (MSD Sharp & Dohme) gefördert und ist mit 5.000 US-Dollar dotiert.

## Preisträger
- 1990 Bruce Merrifield
- 1991 Elkan Blout
- 1992 Louis A. Carpino
- 1993 Daniel H. Rich
- 1994 Stephen B. H. Kent
- 1995 Shumpei Sakakibara
- 1996 Steven G. Clarke
- 1997 Murray Goodman
- 1998 Isabella L. Karle
- 1999 Harold A. Scheraga
- 2000 Daniel S. Kemp
- 2001 Daniel F. Veber
- 2002 Victor J. Hruby
- 2003 Roger M. Freidinger
- 2004 Richard A. Houghten
- 2005 James P. Tam
- 2006 George Barany
- 2007 Samuel H. Gellman
- 2008 William F. DeGrado
- 2009 Morten P. Meldal
- 2010 Stephen J. Benkovic
- 2011 David J. Craik
- 2012 Jeffery W. Kelly
- 2013 Dale L. Boger
- 2014 Samuel Danishefsky
- 2016 Ronald T. Raines
- 2018 Lila M. Gierasch
- 2020 Alanna Schepartz
- 2022 Samuel I. Stupp
- 2024 Paramjit S. Arora[1]
- 2026 Thomas W. Muir[2]